# Luis Felipe Colmenares
Luis Felipe Colmenares Russo (Barranquilla, 23 de julio de 1959-Barranquilla, 8 de julio de 2021) fue un catedrático, jurista, conferencista y magistrado colombiano. Desarrolló parte de su profesión a la investigación y desarrollo del derecho procesal penal. Colmenares gozó de reconocimiento por parte de la comunidad jurídica atlanticense por sus contribuciones en la rama judicial, el campo académico y la sociedad.
Ejerció en el poder judicial ininterrumpidamente durante más de 30 años, fue miembro titular y presidente de la Sala Penal del Tribunal Superior de Barranquilla, catedrático de la Universidad de la Costa y Universidad Autónoma del Caribe (UAC). Colmenares Russo también trabajó para la Fiscalía General de la Nación (FGN), donde se desempeñó como procurador judicial y fiscal de la Unidad de Vida, además de desempeñarse como juez adscrito a la Procuraduría General de la Nación.

## Biografía
Natural de la ciudad de Barranquilla, es egresado del programa de Derecho de la Universidad de la Costa, posteriormente realizó una maestría en derecho penal. En sus inicios trabajó como Juez Penal Aduanero en el Complejo Cultural de la Antigua Aduana (anteriormente conocida como Aduana), también fue catedrático de Derecho en la Universidad de la Costa y Universidad Autónoma del Caribe (UAC). Durante su trayectoria, destaca el haber sido personero de la ciudad de Barranquilla, juez adscrito a la Procuraduría General de la Nación y procurador judicial en la Fiscalía General de la Nación (FGN). Asimismo, fue ponente y conferencista en temas relacionados con la justicia transicional y Justicia Especial para la Paz (JEP). En los últimos 10 años de su vida estuvo vinculado a la Sala Penal del Tribunal Superior de Barranquilla.
Falleció el 8 de julio de 2021 por COVID-19 a los casi 62 años. Como consecuencia de la enfermedad, permaneció internado por 15 días en unidad de cuidados intensivos (UCI) donde se vieron comprometidos los pulmones y riñones, por esto, le fueron realizados varios procedimientos, entre ellos, hemodiálisis, traqueotomía y diálisis.

## Investigaciones
Colmenares fue investigado por corrupción judicial durante su etapa como servidor público. Presentaba varios procesos, la mayoría de ellos por prevaricato, otros quedaron inactivos.